# Al-Haram-moskeen
Al-Haram-moskeen (arabisk: المسجد الحرام, Den hellige moské, Masjid al-Haram, Haram eller Haram sjarif) er en stor moské omkring Ka'baen i Mekka i Saudi-Arabien. Her samles muslimske pilgrimme fra hele verden under hajjtiden.
Ifølge al Tabari (bind 20:176) var den tidligere Kaba var blevet nedbrudt af Ibn Zubayr omkring i år 65 AH, hvorefter der blev bygget en ny "Beth al-Haram" med den Sorte Sten. En klippeindskrift 60 km fra Mekka i Hama al-Numoor nævner, at Masjid al-Haram blev bygget i år 78 AH (692 evt.) i Mekka.
Moskéområdet dækker 356.800 kvadratmeter og har plads til op til 820.000 troende.
Eksterne henvisninger
- Wikimedia Commons har flere filer relateret til Al-Haram-moskeen

21°25′21″N 39°49′34″Ø / 21.4225°N 39.8261°Ø